# Lista teritoriilor neîncorporate din provincia Alberta
Lista teritoriilor neîncorporate din provincia Alberta, Canada.
| A - Academy - M.D. of Foothills No. 31 - Allerston (Doran) - County of Warner No. 5 - Alsike - Brazeau County - Altorado - County of Forty Mile No. 8 - Anastasia - Vulcan County - Amber Valley - Athabasca County - Amesbury - Athabasca County - Atlee - Special Area No. 2 - Azure - M.D. of Foothills No. 31 B - Bank Bay - M.D. of Bonnyville No. 87 - Baptiste River - Clearwater County - Beacon Corner - M.D. of Bonnyville No. 87 - Bearberry - Mountain View County - Bear Canyon - Clear Hills County - Beaver River - M.D. of Bonnyville No. 87 - Bergen - Mountain View County - Big Coulee - Athabasca County - Big Meadow - M.D. of Bonnyville No. 87 - Big Stone - Special Area No. 3 - Bingley - Clearwater County - Brush Hill - County of Minburn No. 27 - Buffalo - Special Area No. 2 - Butte - Clearwater County C - Carlos - Clearwater County - Century Estates - Athabasca County - Chedderville - Clearwater County - Clarinda - County of Warner No. 5 - Cline River - Clearwater County - Codner - Clearwater County - Congresbury - Clearwater County - Connemara - M.D. of Foothills No. 31 - Conquerville - County of Forty Mile No. 8 - Conrad - County of Warner No. 5 - Coolidge - Athabasca County - Craddock - County of Warner No. 5 - Crammond - Clearwater County - Crimson Lake - Clearwater County D - Deep Creek - Athabasca County - Dovercourt - Clearwater County - Durlingville - M.D. of Bonnyville No. 87 E - Eastview Acres - County of Lethbridge - Eagle Hill - Mountain View County - Elkton - Mountain View County - Elizabeth - M.D. of Bonnyville No. 87 - Eltham - M.D. of Foothills No. 31 - Esther - Special Area No. 3 - Ethel Lake - M.D. of Bonnyville No. 87 - Evergreen - Clearwater County F - Farrow - Vulcan County - Ferrier - Clearwater County - Finnegan - Special Area No. 2 - Flat Lake - M.D. of Bonnyville No. 87 - Franchere - M.D. of Bonnyville No. 87 - Fresnoy - M.D. of Bonnyville No. 87 G - Garfield - Mountain View County - Garth - Clearwater County - Gladys - M.D. of Foothills No. 31 - Goodridge - M.D. of Bonnyville No. 87 - Grosmont - Athabasca County - Gurneyville - M.D. of Bonnyville No. 87 H - Happy Hollow - M.D. of Bonnyville No. 87 - Hartell - M.D. of Foothills No. 31 - Holyoke - M.D. of Bonnyville No. 87 - Horburg - Clearwater County - Hoselaw - M.D. of Bonnyville No. 87 | I - Iron River - M.D. of Bonnyville No. 87 J - James River Bridge - Clearwater County - Jefferson - Cardston County - Judson - County of Warner No. 5 K - Kinikinik - Athabasca County - Knappen - County of Warner No. 5 L - Lahaieville - Athabasca County - Leisure Lake - M.D. of Foothills No. 31 - Lessard - M.D. of Bonnyville No. 87 - Lincoln - Athabasca County - Lucky Strike - County of Warner No. 5 M - Masinasin - County of Warner No. 5 - Maybutt - County of Warner No. 5 - Mayton - Mountain View County - Martins Trailer Court - Clearwater County - Mazeppa - M.D. of Foothills No. 31 - McDermott - County of Lethbridge - McNab - County of Warner No. 5 - McNabb's - Athabasca County - Meadowbrook - Athabasca County - Muriel Lake - M.D. of Bonnyville No. 87 N - Naptha - M.D. of Foothills No. 31 - Neapolis - Mountain View County O - O'Morrow - Athabasca County - One-Seventeen - County of Warner No. 5 P - Paxson - Athabasca County - Pekisko - M.D. of Foothills No. 31 - Pleasant View - Athabasca County - Pollockville - Special Area No. 2 R - Redland - Wheatland County - Redwood Meadows - Tsuu T'ina Nation 145 - Richmond Park - Athabasca County - Rife - M.D. of Bonnyville No. 87 - Royalties - M.D. of Foothills No. 31 - Raley - Cardston County S - Sawdy - Athabasca County - Sheerness - Special Area No. 2 - Spruce Valley - Athabasca County - St. Kilda - County of Warner No. 5 - Stauffer - Clearwater County - Stirlingville - Mountain View County - Strachan - Clearwater County - Sunset Acres - County of Lethbridge T - Taylorville - Cardston County - Truman - M.D. of Bonnyville No. 87 W - Water Valley - Mountain View County - Wessex - Mountain View County - Westcott - Mountain View County - Westward Ho - Mountain View County - Whiskey Gap - Cardston County |